# Крістіна Бертруп
Крістіна Бертруп  (швед. Christina Bertrup, 23 грудня 1976) — шведська керлінгістка, олімпійська медалістка, призерка чемпіонатів світу, триразова чемпіонка Європи.
На Олімпіаді в Сочі грала третьою в команді Маргарети Сігфрідссон.

## Виступи на Олімпіадах
| Олімпіада           | Дисципліна | Місце |
| ------------------- | ---------- | ----- |
| Солт-Лейк-Сіті 2002 | Керлінг    | 6     |
| Сочі 2014           | Керлінг    | 2     |